# Beaudry (Metro Montreal)

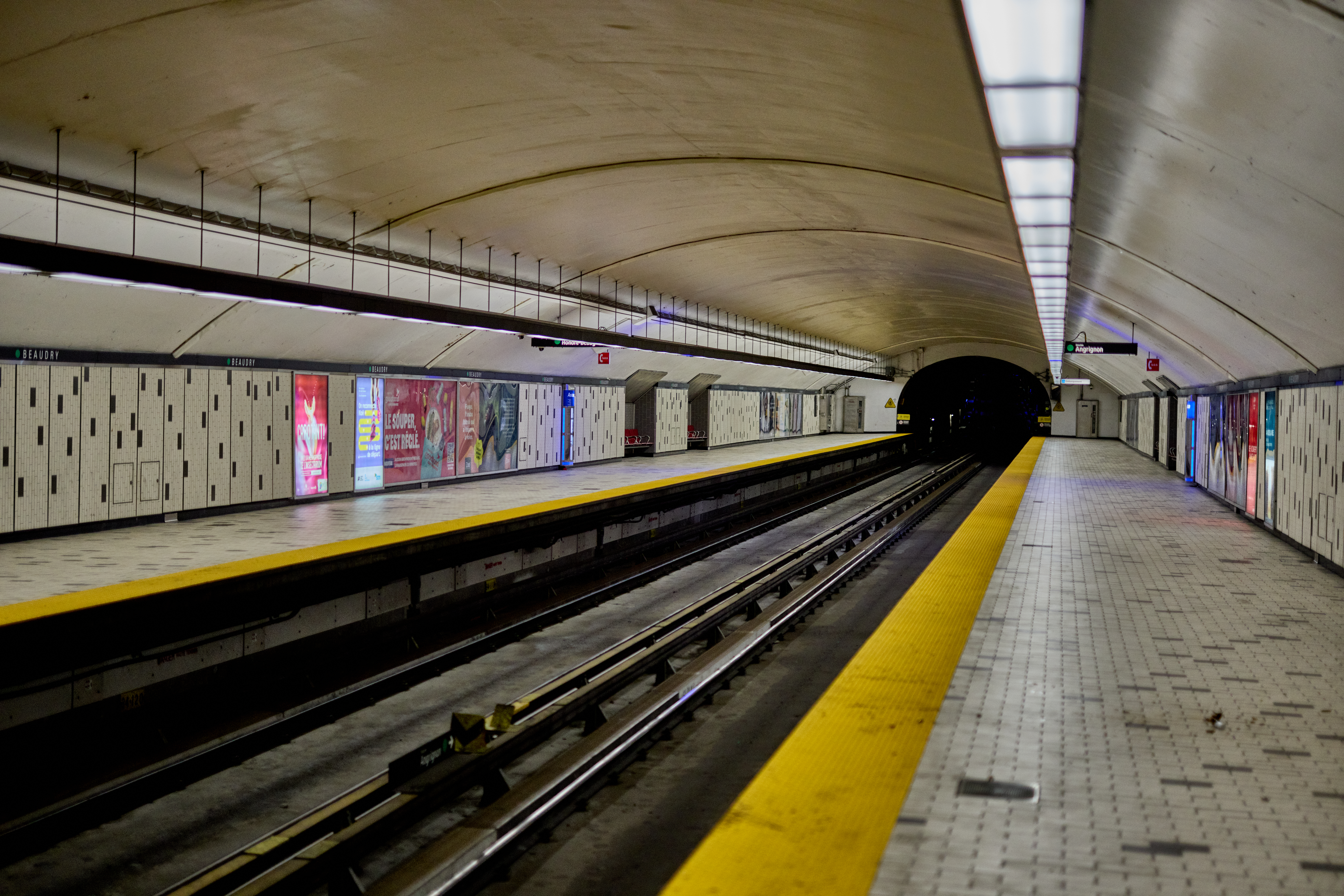
Blick auf die Bahnsteige

Beaudry ist eine U-Bahn-Station in Montreal in Kanada. Sie befindet sich im Arrondissement Ville-Marie an der Kreuzung von Boulevard De Maisonneuve und Rue Beaudry. Hier verkehren Züge der grünen Linie 1. Im Jahr 2019 nutzten 803.769 Fahrgäste die Station, was dem letzten Rang unter den insgesamt 68 Stationen der Metro Montreal entspricht.

## Bauwerk

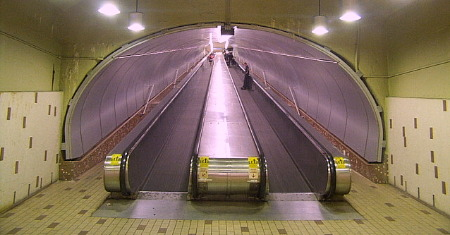
Fahrsteig zur Rue Sainte-Catherine

Die von Adalbert Niklewicz entworfene Station entstand als Tunnelbahnhof in einem eher schlichten Design. Die Bahnsteigebene in 25,9 Metern Tiefe besitzt zwei Seitenbahnsteige. Die Entfernungen zu den benachbarten Stationen, jeweils von Stationsende zu Stationsanfang gemessen, betragen 378,76 Meter bis Berri-UQAM und 495,00 Meter bis Papineau. Über den Gleisen spannt sich eine kleine Verteilerebene. Am Boulevard De Maisonneuve selbst gibt es keinen Eingang. Stattdessen führt ein knapp 100 Meter langer, leicht geneigter Fahrsteig bis zur parallel verlaufenden Rue Sainte-Catherine. Dort befindet sich ein Pavillonbau, der 1999 im postmodernen Stil neu errichtet wurde; der Entwurf stammt vom Architekturbüro Béïque, Thuot, Legault. Es bestehen Anschlüsse zu acht Buslinien und sechs Nachtbuslinien der Société de transport de Montréal.

## Kunst

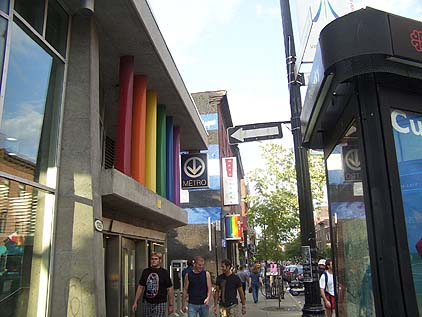
Neuer Stationseingang von 1999 mit regenbogenfarbenen Masten

Der Pavillon an der Rue Sainte-Catherine wird durch sechs von Jacques Thibault gestalteten Aluminium-Masten über dem Eingang geschmückt. Diese sind in den sechs Farben der Regenbogenfahne bemalt, dem international verbreiteten Symbol der LGBT-Bewegung. Die Station Beaudry befindet sich inmitten des Village gai, dem seit den frühen 1980er Jahren bestehenden Montrealer Lesben- und Schwulenviertel.

## Geschichte
Das Teilstück Atwater–Papineau war am 14. Oktober 1966 eröffnet worden, doch die Eröffnung der Zwischenstation Beaudry verzögerte sich um mehr als zwei Monate und erfolgte erst am 21. Dezember 1966. Gleichwohl gehört sie zum Grundnetz der Montrealer Metro. Namensgeber ist die Rue Beaudry, benannt nach dem Großhändler Pierre Beaudry (1774–1848), über dessen Grundstück die Straße einst verlief.